# Аксай Єсауловський
Аксай Єсауловський (Гнилий Аксай, рос. Аксай Есауловский) — річка у Волгоградській області Росії, ліва притока Дону (впадає в Цимлянське водосховище, яким затоплено нижню течію річки). Довжина 179 км, площа сточища 2588 км².
Бере початок в Ергенях, русло звивисте. Живлення головним чином снігове. Середня витрата близько 38 м³/сек. Влітку у верхів'ях пересихає. Замерзає на початку грудня, розкривається в середині березня. Використовується для поливу.

## Загальна фізико-географічна характеристика
Аксай — типова рівнинна річка з невеликим похилом і повільною течією. Початок річки знаходиться у Свєтлоярському районі Волгоградської області в районі селища Краснопартизанський, в межах Ергенинської височини, на висоті близько 110 метрів над рівнем моря. Від витоку річка тече переважно у південно-західному напрямку. Нижче села Аксай річка змінює напрямок на субмеридіональний - на захід. Гирло річки розташоване на висоті 36 метрів в районі хуторів Новоаксайський і Генераловський

### Сточище
Площа сточища — 2210 км². Все сточище розташовано у зоні степів, ліси представлені лише штучними лісонасадженнями і полезахисними лісосмугами.
- Основні притоки
  - б. Водянка (права складова)[4])
  - б. Піщана (ліва складова)[4])
  - р. Розсош (л)[4] — 111 км від гирла
  - б. Кам'яна — (п)[4]
  - б. Самохіна — (л)[4]
  - б. Чилєкова — (л)[4]
  - б. Неклинська — (п)[4]
  - б. Широкий Раскос — (п)[4]